# Sociteni, Ialoveni
Sociteni este un sat din raionul Ialoveni, Republica Moldova.

## Istorie
Satul Sociteni apare menționat pentru prima dată într-un document (zapis) prin care Ionașcu, fiul Sofroniei și Dragotă vând lui Ștefan Cociorva partea lor de moșie din Sociteni:
„1639, Aprilie 16.
 
Noi Ionașcu, fiul Sofronii [...] și Dragotă scriem și mărturisim cu aceasta scrisoare a noastră precum am dat toata parte noastră de ocina și de moșie din satul Săcitenii ce sa va alegi parte noastră de moșie și de cumpărătură, aceia am dat-o lui Ștefan Cociorveiu hotnog pentru [...] care am fost dat-o noi pentru oarișcare nevoi ce am avut asupra capului și la aceasta tocmeală [înțelegere] a noastră au fost oameni buni și bătrâni și megieș di prin pregiur anume Săbruci din Ialoveni și Moisăi ot tam [de acolo] și Toader tij și Petre și Crețul tij [de asemenea] și iarăș Crăciun di Săciteni si Drăgan și Marcu tij. Aceștia toți au fost la tocmeala noastră. Deci dar dacă cineva s’ar afla din frații noștri sau din săminția noastră sa-i de lui Ștefan un bou și zaci zloți bani [...] cei mai sus numiți cu aceasta scrisoare toți scriem așa și mărturisim ca să se știi.”

## Demografie

### Structura etnică
Structura etnică a localității conform recensământului populației din 2004:
| Grup etnic                                               | Populație | % Procentaj  |
| -------------------------------------------------------- | --------- | ------------ |
| Băștinași declarați Moldoveni Băștinași declarați Români | 1.420 3   | 97,93% 0,21% |
| Țigani                                                   | 14        | 0,97%        |
| Ruși                                                     | 7         | 0,48%        |
| Ucraineni                                                | 4         | 0,28%        |
| Polonezi                                                 | 1         | 0,07%        |
| Alții                                                    | 1         | 0,07%        |
| Total                                                    | 1.450     |              |

## Administrație și politică
Componența Consiliului local Sociteni (9 consilieri), ales la 5 noiembrie 2023, este următoarea:
|  | Partid                           | Consilieri | Componență | Componență | Componență | Componență | Componență | Componență |
|  | -------------------------------- | ---------- | ---------- | ---------- | ---------- | ---------- | ---------- | ---------- |
|  | Partidul Acțiune și Solidaritate | 6          |            |            |            |            |            |            |
|  | Platforma Demnitate și Adevăr    | 3          |            |            |            |            |            |            |

## Galerie de imagini

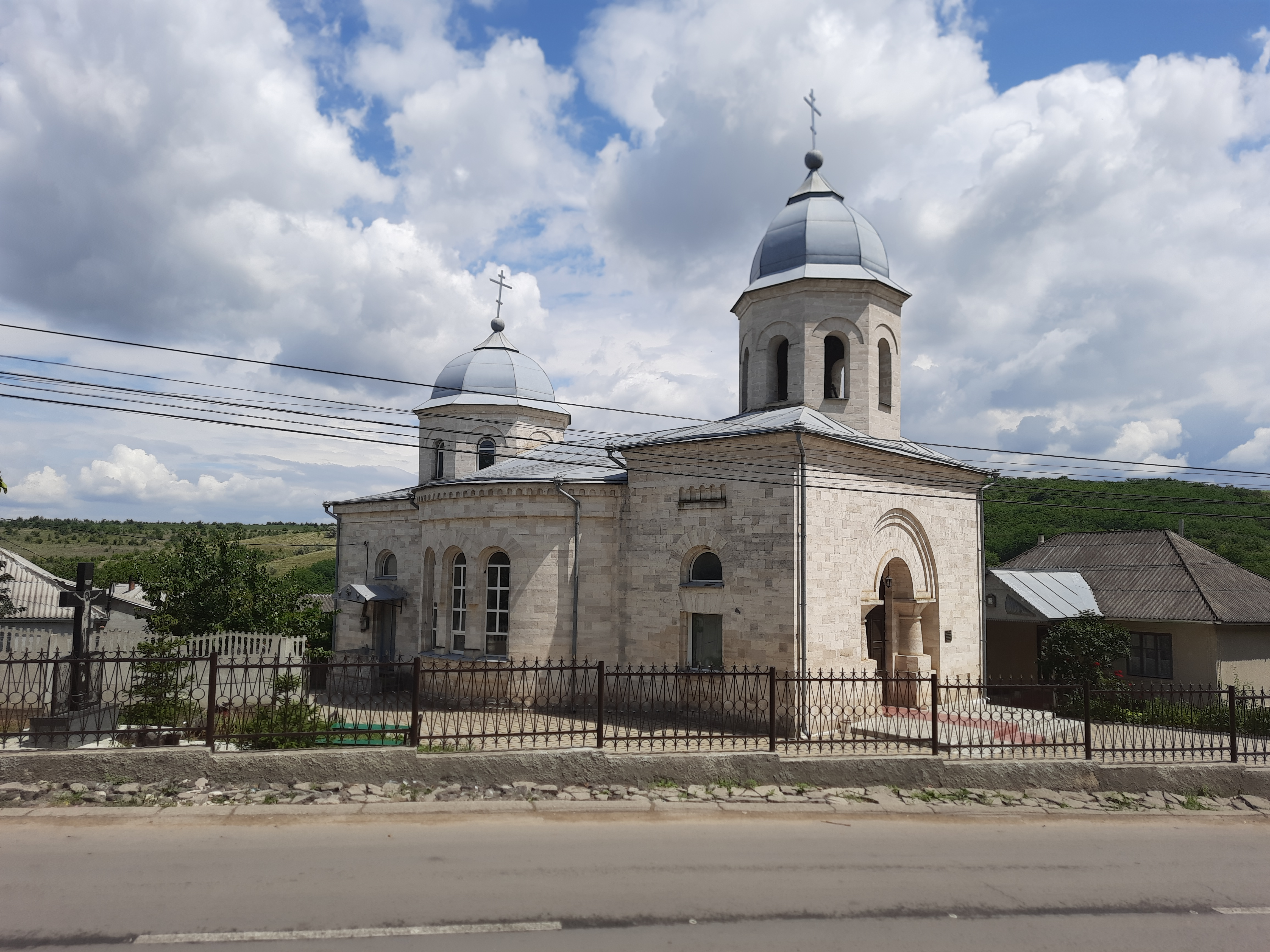
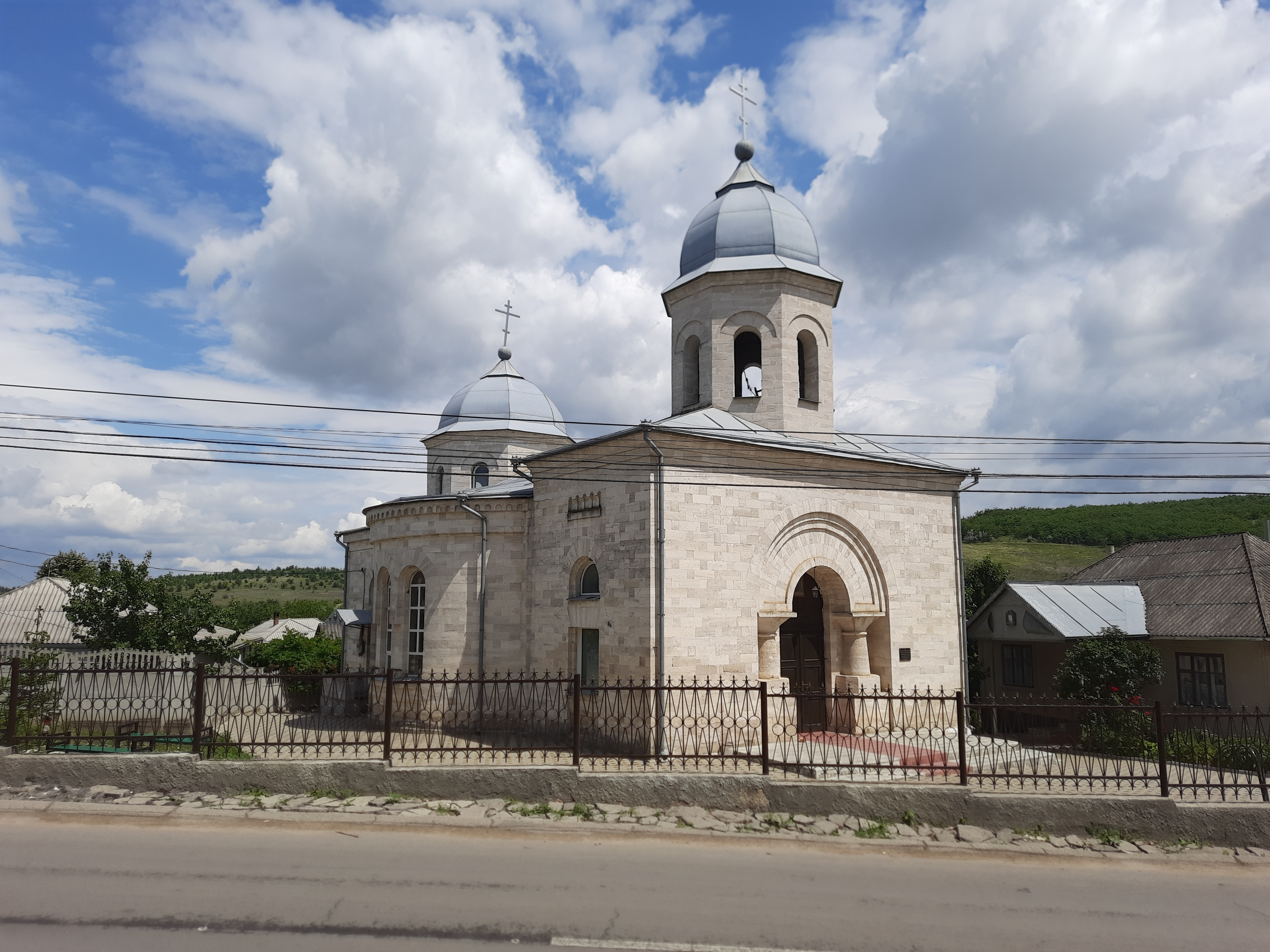
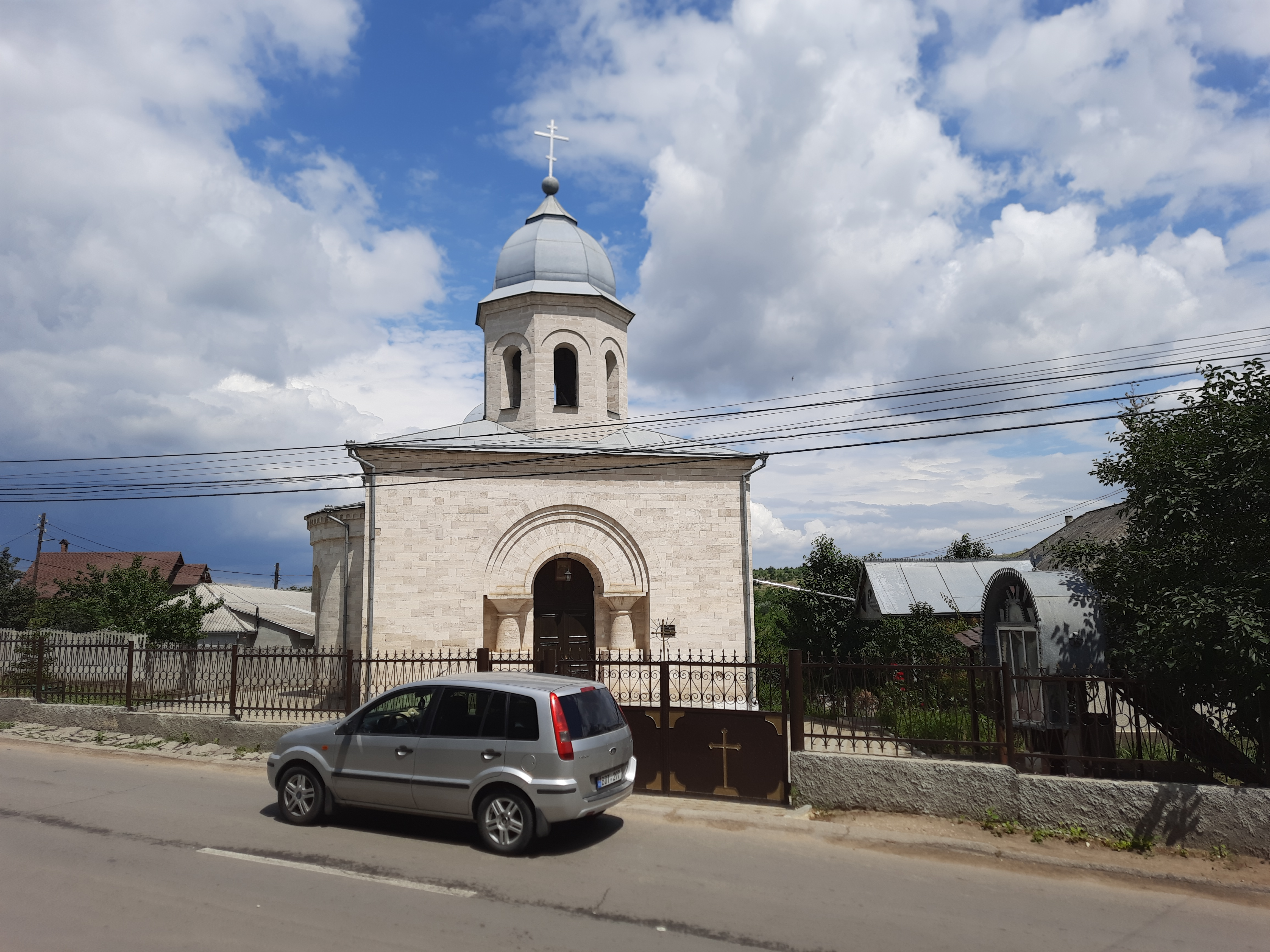
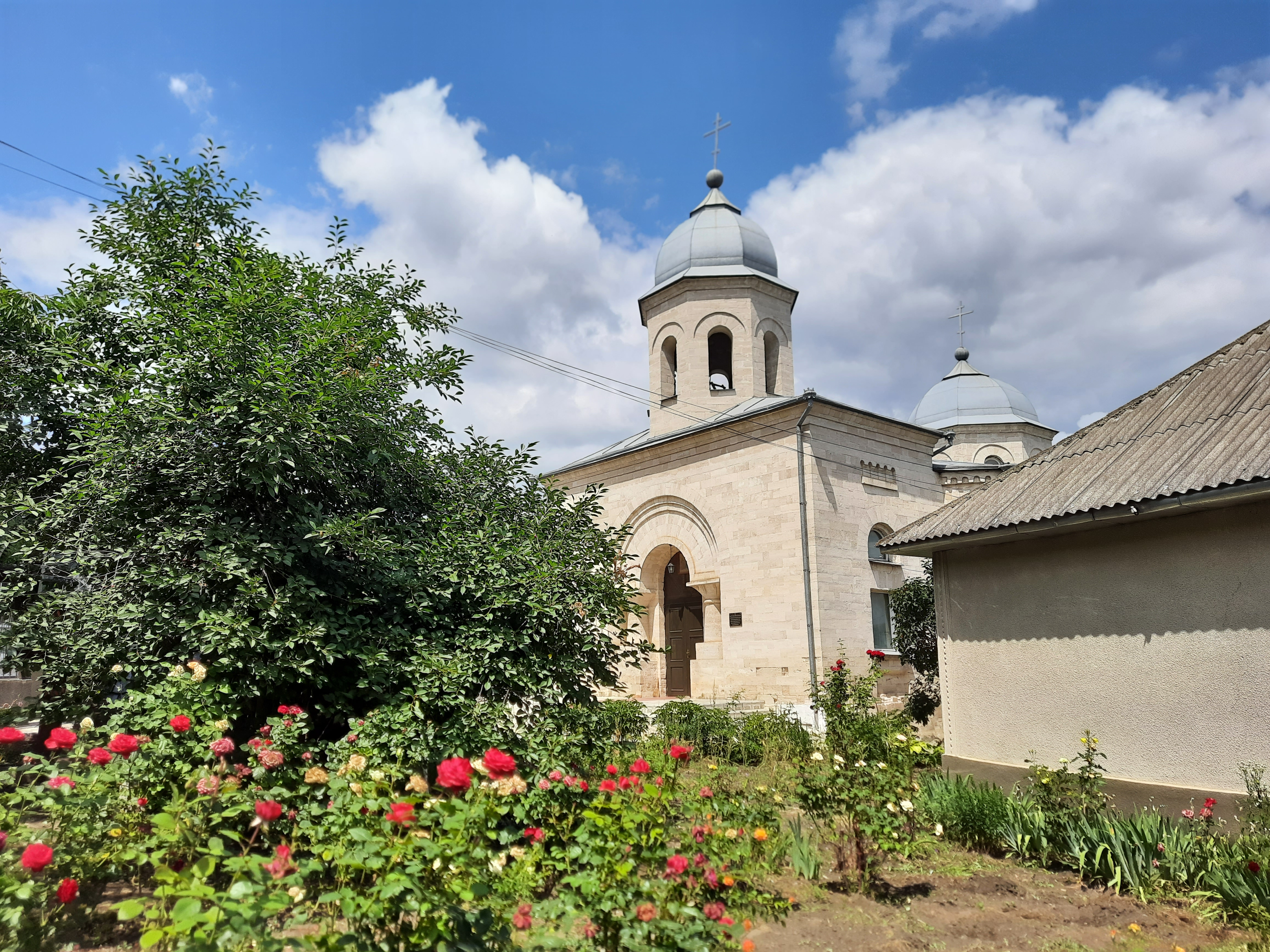
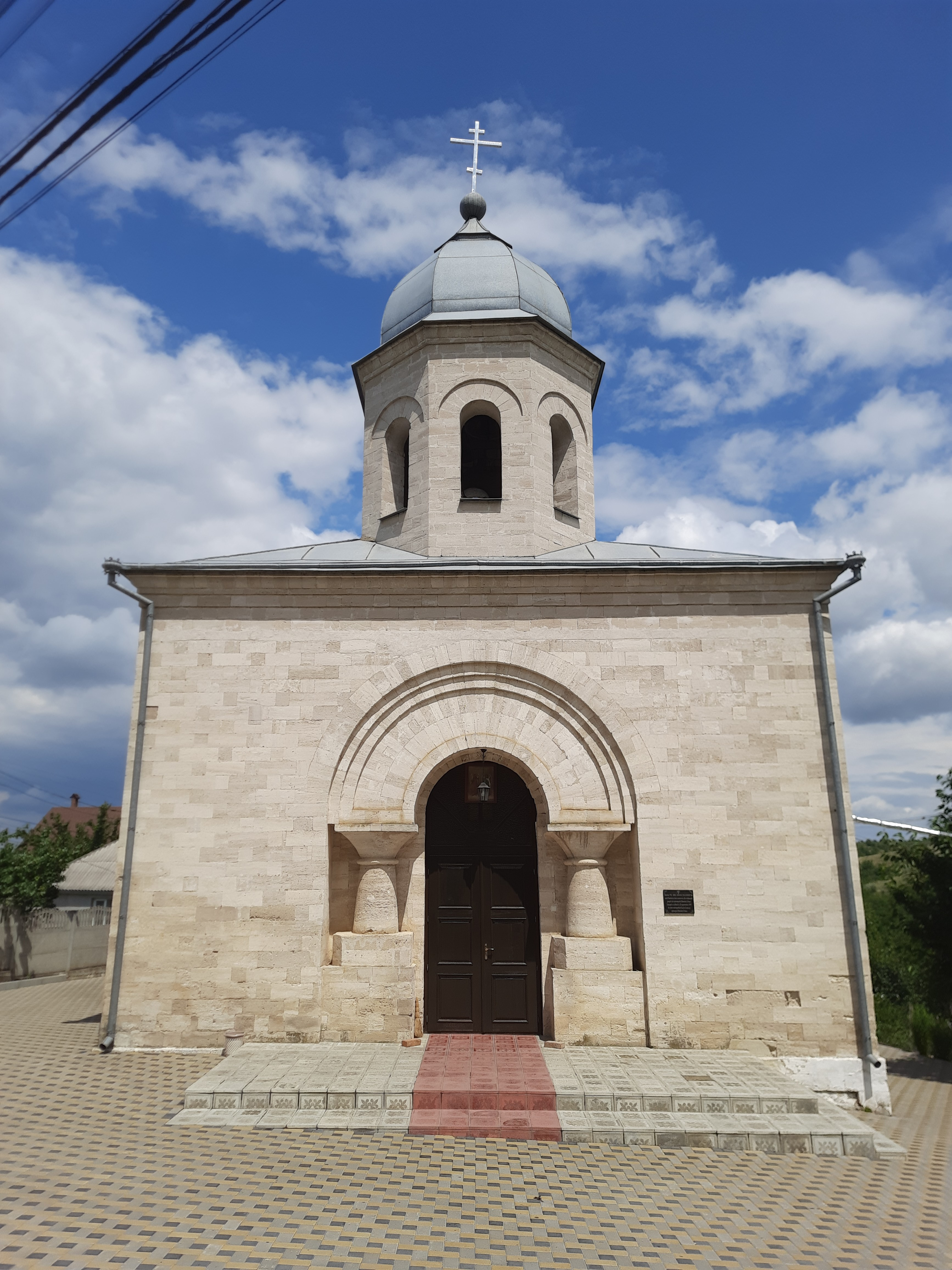
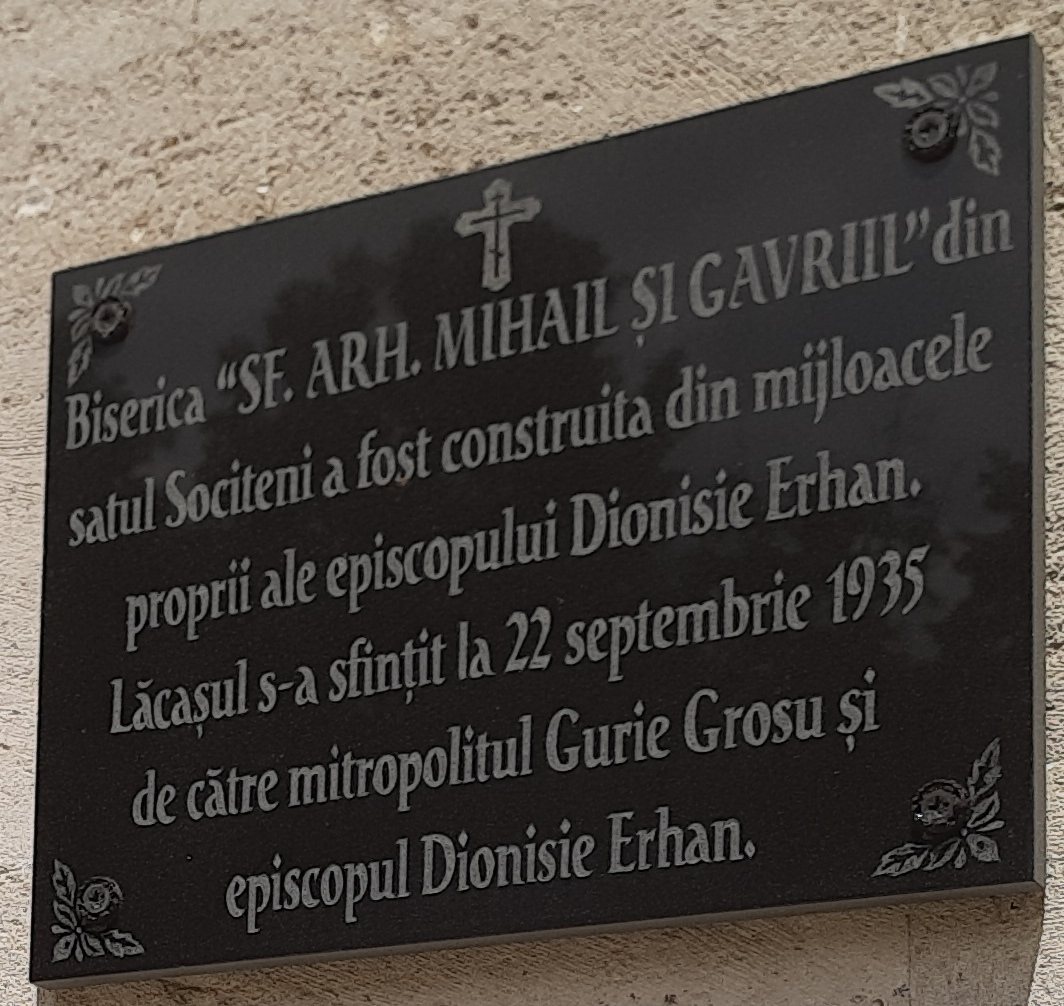
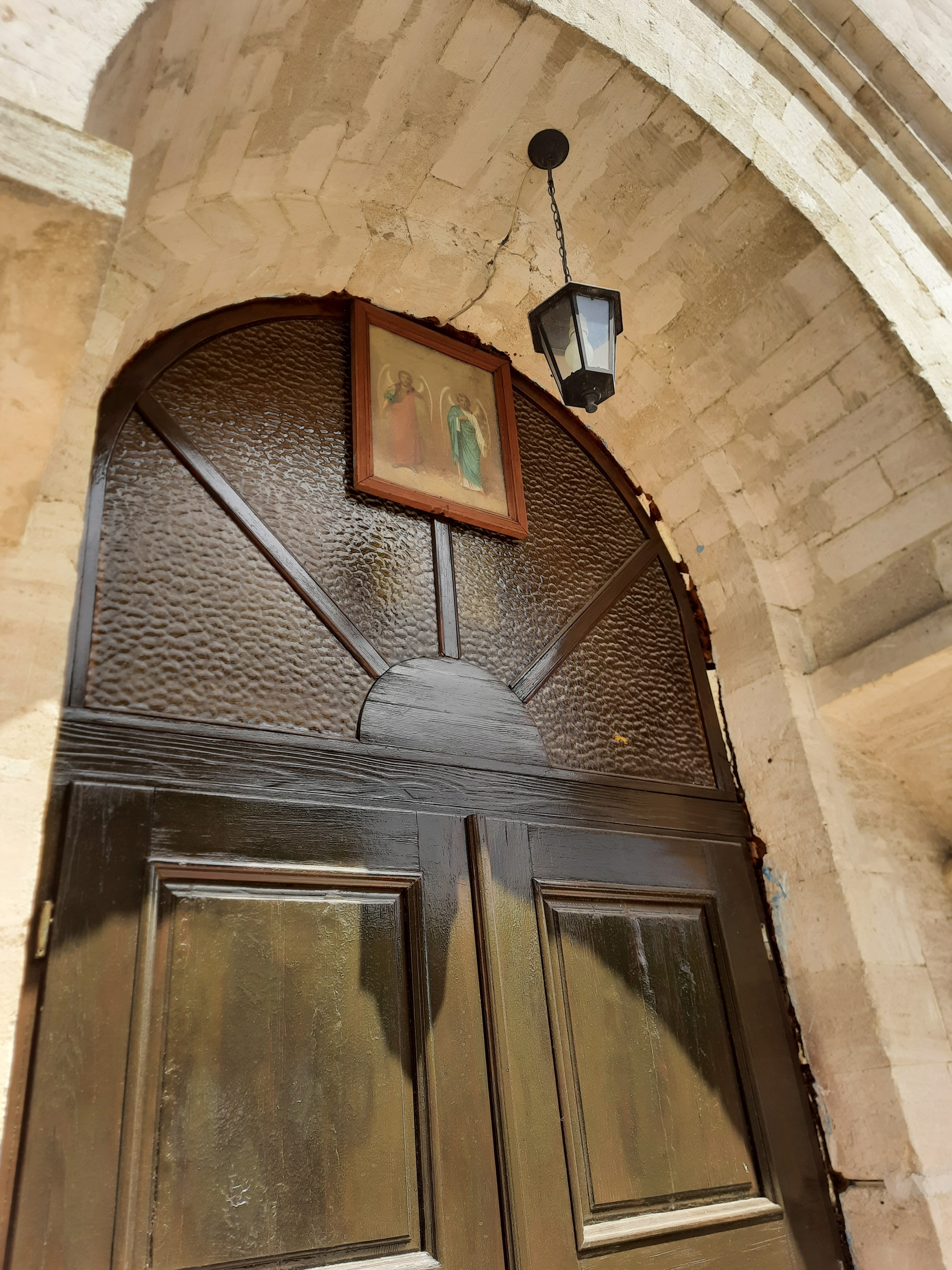
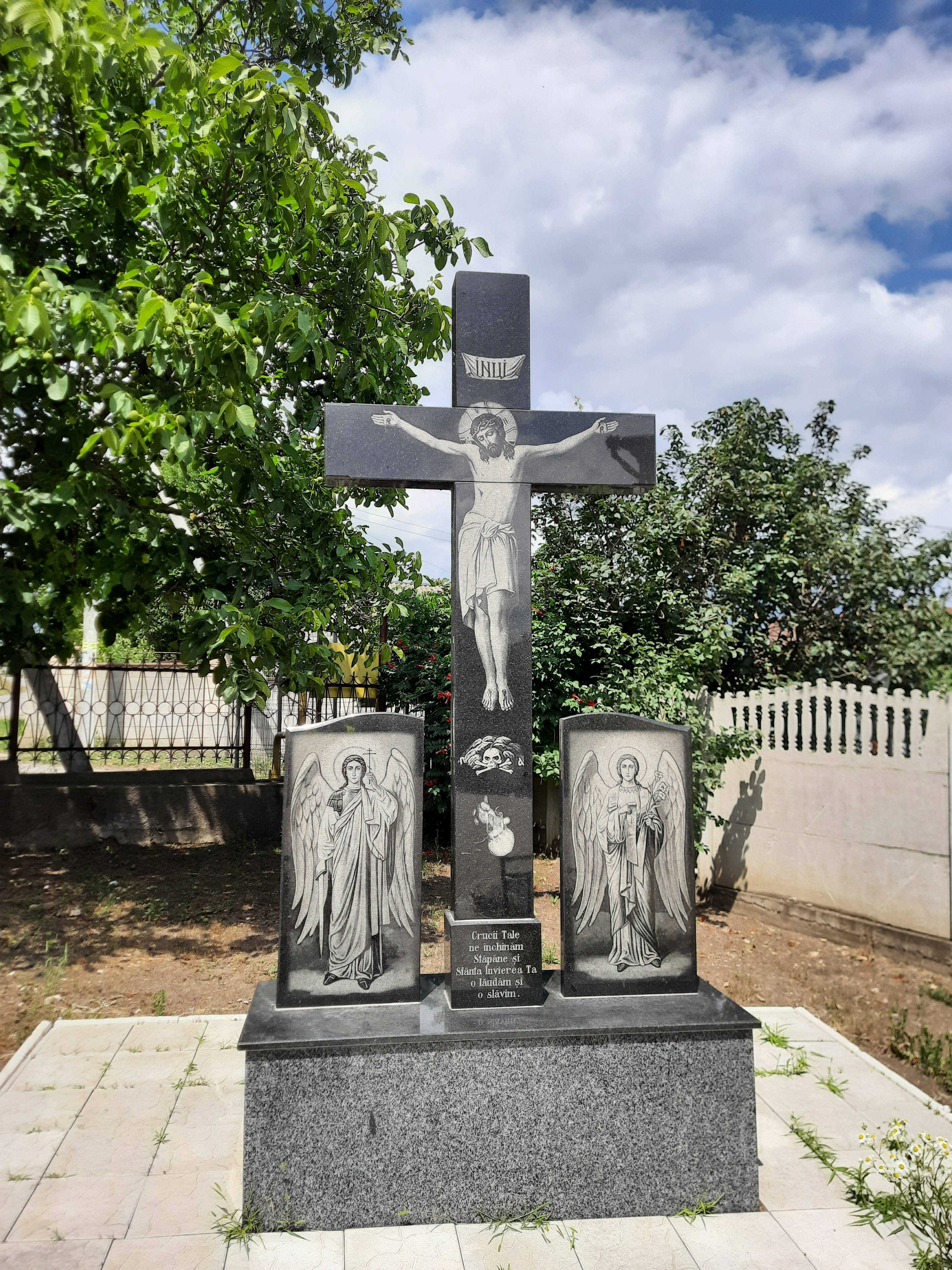

Biserica „Sf. Arhangheli Mihail și Gavriil” din localitate, monument ocrotit de stat.
Alte locuri

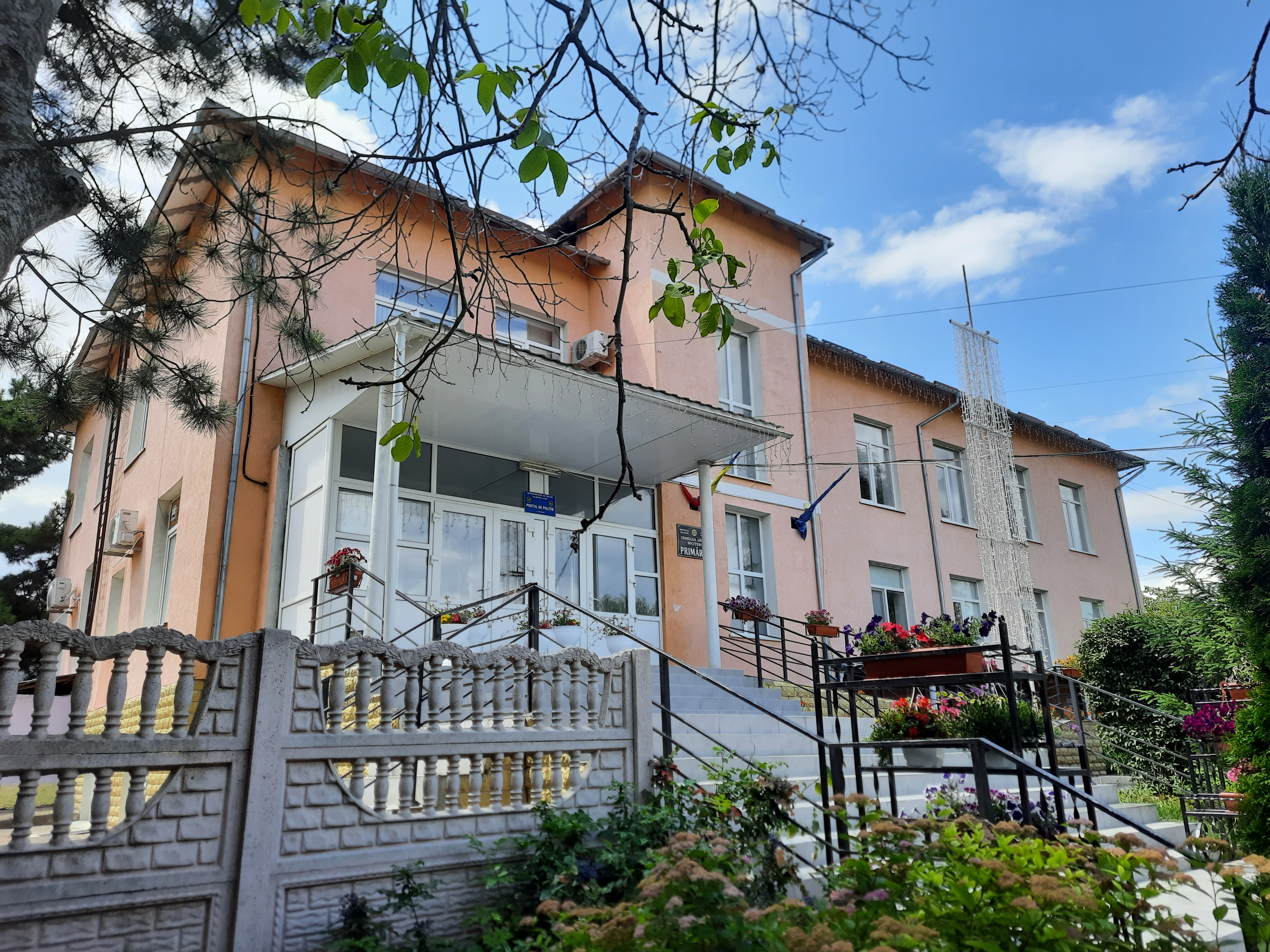
Primăria.
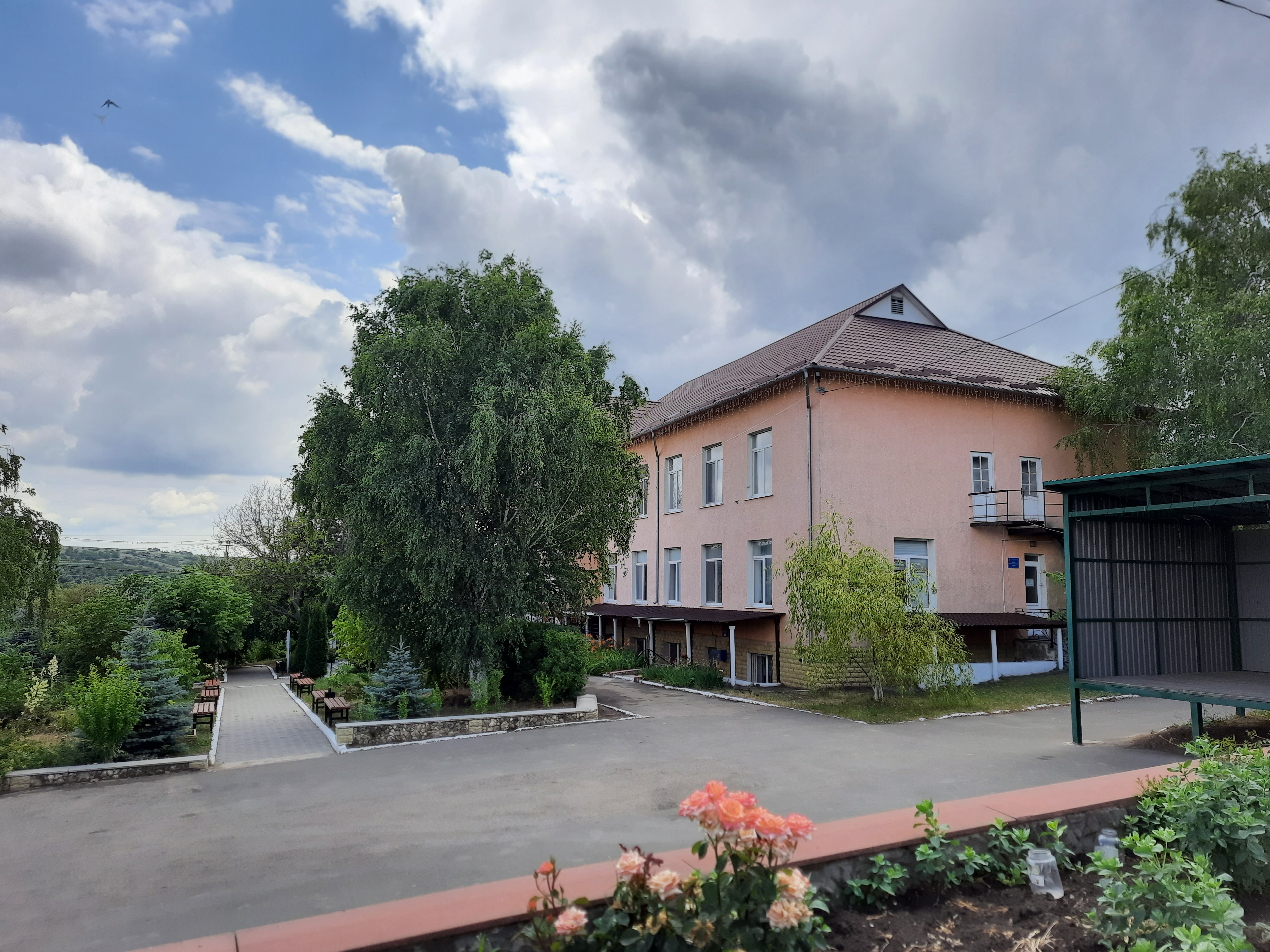
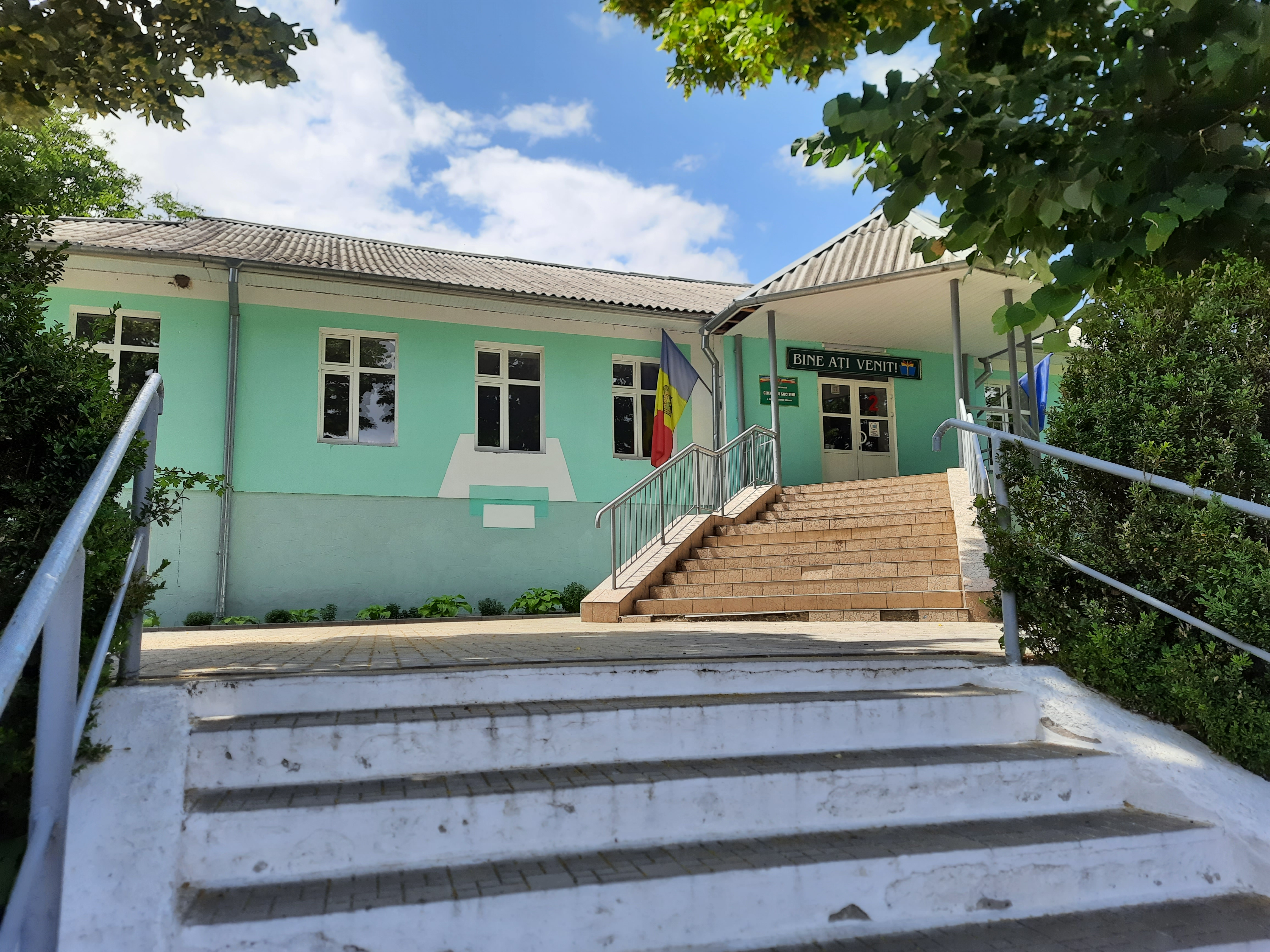
Gimnaziul din localitate.
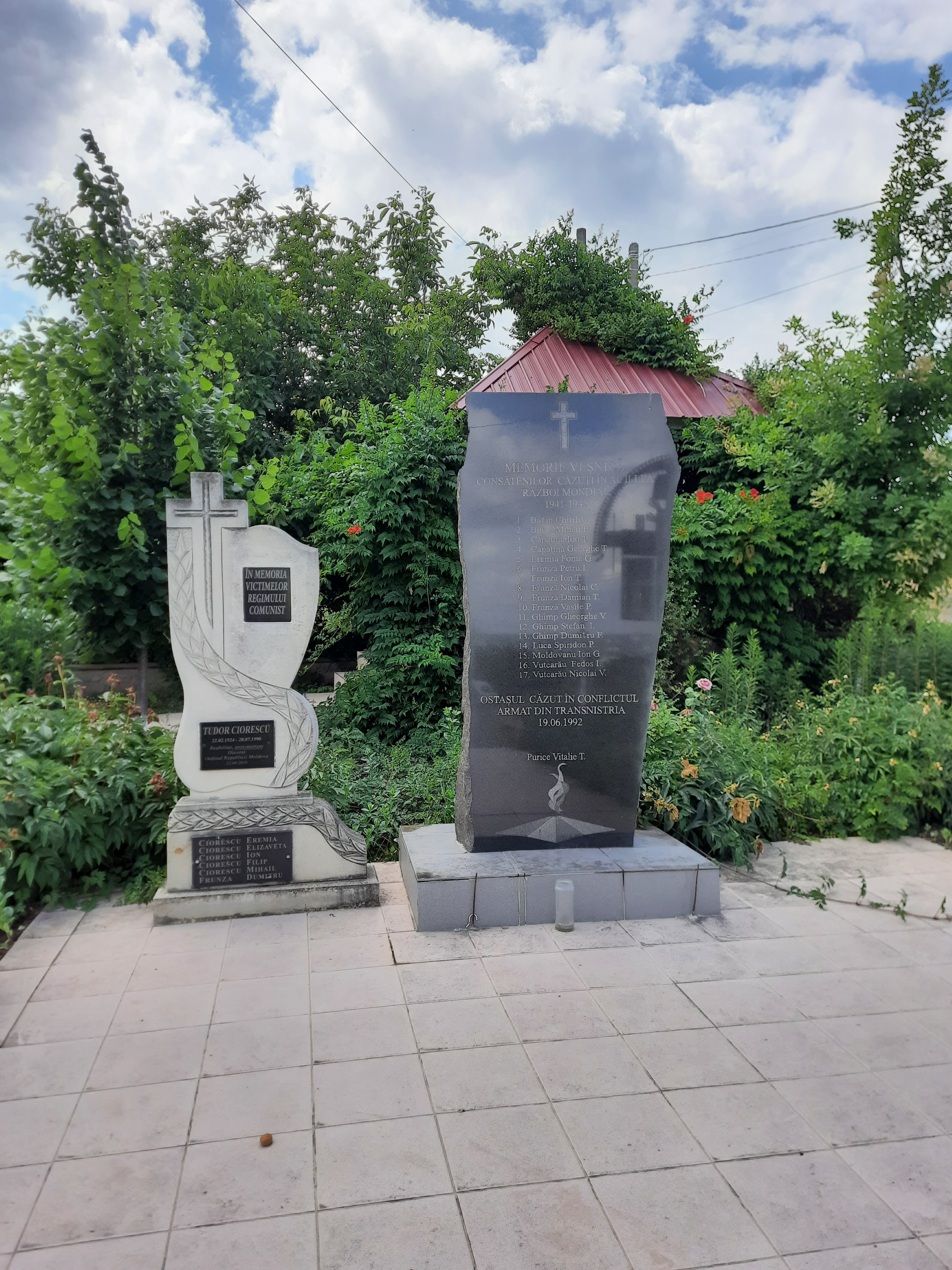
Memorialul consătenilor căzuți în războaie.